# Юн Исан
Юн Иса́н (кор. 윤이상?, 尹伊桑?, Isang Yun, 7 сентября 1917, Тхонъён, ныне Южная Корея — 3 ноября 1995, Берлин) — южнокорейский и немецкий композитор, один из крупнейших представителей азиатского музыкального авангарда. 

## Биография
Родился в образованной семье. Отец его был писателем, в доме хранилось много книг. Первое музыкальное впечатление получил в церкви, где услышал звуки органа, показавшиеся ему волшебными. В пять лет он поступает в школу. Там он изучает не только гуманитарные науки, но и китайскую философию, которая сыграет важную роль в его жизни. Затем учился музыке в Корее, а позже и в Японии, как виолончелист. Несколько лет проработал на родине. Затем загорелся желанием заниматься композицией у японского композитора Икэнути Томохиро), который с успехом закончил Парижскую консерваторию. Так как в то время корейцам нельзя было получать образование в университете, Юн брал у Томохиро частные уроки по композиции и теории музыки. Ещё будучи студентом в Осаке, он записывается в антияпонскую организацию. Он был одним из самых активных её участников, и пропагандировал освобождение Кореи. Это и послужило поводом для заточения его в тюрьму, причем дважды на два месяца. Чтобы избежать третьего заключения, Юн в 1941 году тайно уезжает в Корею, и вплоть до окончания Второй мировой войны работает в местной школе.
После войны сменил несколько профессий, начал преподавать в Сеульском университете. В 1956 году Юн Исан уезжает в Европу и до конца жизни будет находиться именно там. Прежде всего его интересовала музыка нововенцев. Его мечтой было поучиться у самого Арнольда Шёнберга, но Юн не смог его застать при жизни. Изучал музыку в Париже и в Западном Берлине у Бориса Блахера. Несколько раз принимал участие в Дармштадтских летних музыкальных курсах (с 1958).
В 1967 был вместе с женой похищен в Берлине корейской разведкой и вывезен в Южную Корею, где по подозрению в шпионаже приговорён к смертной казни. Освобождён в 1969 под давлением западной общественности: письмо в его защиту подписали Стравинский, Караян, Даллапикола, Хенце, Холлигер, Кагель, Отто Клемперер, Лигети, Пер Нёргор, Штокхаузен и др. В 1970—1985 преподавал в Высшей музыкальной школе в Западном Берлине. В 1971 получил гражданство ФРГ. С 1973 и до самой смерти принимал активное участие в инициативах по демократизации Южной Кореи и объединению страны.
Среди учеников самым известным является японский композитор Тосио Хосокава.

## Творчество
Сочетал элементы корейской музыкальной традиции и современной композиционной техники. Автор четырёх опер («Сон Лю Туна», 1965, «Сим Чхон», 1972), симфонических произведений («Измерения», 1971, и др.), камерно-инструментальной и хоровой музыки.
Его творческий метод, основанный на претворении глубоко национальных специфических особенностей корейской музыки средствами техник XX столетия, получил широкое продолжение в творчестве его учеников из стран Дальнего Востока, прежде всего Южной и Северной Кореи и Японии. Среди его последователей такие известные композиторы, как Чин Унсук и его ученик Тосио Хосокава. В основном он писал свои произведения в Германии, так как большую часть своей жизни он прожил именно там.
Свои произведения он строил на основе 12-тоновой музыкальной системы нововенской школы и на своих оригинальных методах композиции «Основного звука» (Haupttontechnik), «Основной акустической единицы» (Hauptklang) и «Методе тембровой композиции» (Klangfarben komposition). Благодаря этим методам Юн Исан свободно смешивает Восток и Запад, корейскую национальную музыку и философию даосизма с новейшими техниками Запада.
Юн Исан стал одним из первых восточных музыкантов, получивших известность в Европе второй половины XX века. Композитор остаётся крупнейшей фигурой азиатского музыкального авангарда, одним из ярких его представителей. При этом Юн малоизвестен на родине.

## Творческие связи
Произведения Юн Исана исполняли Хайнц и Урсула Холлигеры, Эдуард Бруннер, Томас Деменга, Орель Николе, Томас Цетмайр, такие оркестры, как Симфонический оркестр NHK, Пхеньянский симфонический оркестр, Берлинский филармонический оркестр, Венский филармонический оркестр и другие крупные музыканты и оркестры.

## Признание
Член художественных академий Гамбурга и Берлина. Почётный член Международного общества современной музыки. (ISCM). Почетный доктор Тюбингенского университета (1985). Удостоен Большого Креста ФРГ за заслуги (1988), медали Гёте (1995). В 1996 в Берлине создано Международное общество Юн Исана. С 2002 года в городе Тхонъён проходит ежегодный фестиваль современной музыки "Tongyeong International Music Festival", посвященный памяти Юн Исана. Его действующий руководитель известный композитор Чин Ынсук.

## Сочинения

### Оперы
- Der Traum des Liu-Tung (1965)
- Die Witwe des Schmetterlings (1967—1968)
- Geisterliebe (1971)
- Sim Tjong (1971—1972)

### Симфонические произведения
- Bara для небольшого оркестра (1960)
- Symphonic Scenes (1960)
- Colloïdes sonores для струнных (1961)
- Fluktuationen (1964)
- Réak (1966)
- Dimensionen для органа и оркестра (1971)
- Konzertante Figuren для небольшого оркестра (1971)
- Harmonia для 16 духовых инструментов, арфы и перкуссии (1974)
- Концерт для виолончели и оркестра (1975—1976)
- Концерт для флейты и небольшого оркестра (1977)
- Двойной концерт для гобоя, арфы и камерного оркестра (1977)
- Muak (1978)
- Fanfare and Memorial для арфы и оркестра (1979)
- Концерт для кларнета и небольшого оркестра (1981)
- Exemplum in memoriam Kwangju (1981)
- Концерт для скрипки № 1 (1981)
- Симфония № 1 (1982—1983)
- Концерт для скрипки № 2 (1983—1986)
- Gong-Hu для арфы и струнных (1984)
- Симфония № 2 (1984)
- Симфония № 3 (1985)
- Impression для небольшого оркестра (1986)
- Mugung-Dong для духовых, перкуссии и контрабаса (1986)
- Симфония № 4 Im Dunkeln singen (1986)
- Концертный дуэт для гобоя, английского рожка и струнных инструментов (1987)
- Камерная симфония № 1 для двух гобоев, двух валторн и струнных инструментов (1987)
- Симфония № 5 для баритона и оркестра на стихи Нелли Закс (1987)
- Камерная симфония № 2 Den Opfern der Freiheit (1989)
- Konturen (1989)
- Концерт для гобоя и гобоя д’амур (1990)
- Silla (1992)
- Концерт для скрипки № 3 (1992)

### Камерная музыка
- Пять пьес для фортепиано (1958)
- Музыка для семи инструментов (1959)
- Струнный квартет № 3 (1959)
- Loyang для камерного ансамбля (1962)
- Garak для флейты и фортепиано (1963)
- Gasa для скрипки и фортепиано (1963)
- Nore для виолончели и фортепиано (1964)
- Images для флейты, гобоя, скрипки и виолончели (1968)
- Riul для кларнета и фортепиано (1968)
- Piri для гобоя соло (1971)
- Фортепианное трио (1972—1975)
- Трио для флейты, гобоя и скрипки (1973)
- Этюд для флейты соло (1974)
- Рондель для гобоя, кларнета и фагота (1975)
- Дуэт для альта и фортепиано (1976)
- Концертная пьеса для камерного ансамбля (1976)
- Октет для духовых (1978)
- Соната для гобоя, гобоя д’амур, арфы и альта или виолончели (1979)
- Novellette для флейты, альтовой флейты, скрипки, виолончели или альта ad lib. и арфы (1980)
- Концертино для аккордеона и струнного квартета (1983)
- Инвенции для двух гобоев (1983)
- Сонатина для двух скрипок (1983)
- Кларнетный квинтет (1984)
- Дуэт для виолончели и арфы (1984)
- Инвенции для двух флейт (1984)
- Флейтовый квинтет (1986)
- Квартет для четырёх флейт (1986)
- Rencontre для кларнета, виолончели и арфы (1986)
- In Balance для арфы соло (1987)
- Tapis для струнного квинтета или струнного оркестра (1987)
- Contemplation для двух альтов (1988)
- Distanzen для деревянных духовых и струнного квинтета (1988)
- Festlicher Tanz, духовой квинтет (1988)
- Sori для флейты соло (1988)
- Intermezzo для виолончели и аккордеона (1988)
- Pezzo fantasioso для трех инструментов (1988)
- Квартет для флейты, скрипки, виолончели и фортепиано (1988)
- Струнный квартет № 4 (1988)
- Rufe для гобоя и арфы (1989)
- Together для скрипки и контрабаса (1989)
- Камерный концерт № 1 (1990)
- Камерный концерт № 2 (1990)
- Струнный квартет № 5 (1990)
- Соната для скрипки и фортепиано (1991)
- Духовой квинтет (1991)
- Espace I для виолончели и фортепиано (1992)
- Квартет для валторны, трубы, тромбона и фортепиано (1992)
- Струнный квартет № 6 (1992)
- Трио для кларнета, фагота и валторны (1992)
- Espace II для гобоя, виолончели и арфы (1993)
- Кларнетовый квинтет № 2 (1994)
- Ost-West-Miniaturen для гобоя и виолончели (1994)
- Гобоевый квартет (1994)
- Духовой октет (1994)

### Хоральные сочинения
- Om mani padme hum (1964)
- Ein Schmetterlingstraum (1968)
- An der Schwelle на стихи Альбрехта Хаусхофера (1975)
- Der weise Mann (1977)
- Der Herr ist mein Hirte (1981)
- O Licht… на стихи Нелли Закс (1981)
- Naui Dang, Naui Minjokiyo! (1987)
- Engel in Flammen (1994)
- Epilog (1994)